# When They Were Co-Eds
When They Were Co-Eds è un cortometraggio muto del 1915 sceneggiato e diretto da Al Christie. Prodotto dalla Nestor e distribuito dall'Universal Film Manufacturing Company, aveva come interpreti Eddie Lyons, Lee Moran, Victoria Forde e Harry L. Rattenberry.

## Produzione
Il film fu prodotto dalla Nestor Film Company di David Horsley.

## Distribuzione
Distribuito dall'Universal Film Manufacturing Company, il film - un cortometraggio in una bobina - uscì nelle sale cinematografiche statunitensi il 4 giugno 1915. Negli Stati Uniti, è conosciuto anche con il titolo They Were College Boys.
Nel Regno Unito, la Transatlantic (The Trans-Atlantic Film Co. Ltd.) distribuì il film il 23 settembre 1915 con il titolo College Chums.